# Scherma ai Giochi della XXVIII Olimpiade
La scherma alle Olimpiadi estive del 2004 ha disputato le sue gare al Complesso Olimpico Helliniko. Sono state assegnate medaglie in dieci specialità diverse.
La scherma è uno dei quattro sport che sono comparsi in ogni edizione delle olimpiadi moderne. In questa edizione le donne hanno gareggiato per la prima volta nella sciabola.
In compenso, per evitare un supposto proliferare di medaglie, il CIO ha preteso di eliminare, solo per questa edizione, la gara di fioretto femminile a squadre, e di rinviare l'introduzione della sciabola femminile a squadre all'edizione successiva dei giochi. In questo modo il numero di medaglie d'oro per la scherma sarebbe rimasto fermo a dieci. Nelle successive olimpiadi sarebbero comunque state escluse (a rotazione) due discipline a squadre, per mantenere questo totale. L'Italia
ad Atene 2004 con 3 ori, 3 argenti e 1 bronzo vinse il medagliere olimpico della Scherma con 7 medaglie vinte.

## Eventi
| Arma     | Uomini      | Uomini    | Donne       | Donne     | Totale |
| Arma     | Individuale | A squadre | Individuale | A squadre | Totale |
| -------- | ----------- | --------- | ----------- | --------- | ------ |
| Spada    | ■           | ■         | ■           | ■         | 4      |
| Fioretto | ■           | ■         | ■           | N/D       | 3      |
| Sciabola | ■           | ■         | ■           | N/D       | 3      |
| Totale   | 3           | 3         | 3           | 1         | 10     |

## Podi

### Uomini
| Evento                          | Oro                                                            | Argento                                                       | Bronzo                                                                         |
| Spada                           |                                                                |                                                               |                                                                                |
| Spada individuale (dettagli)    | Marcel Fischer                                                 | Wang Lei                                                      | Pavel Kolobkov                                                                 |
| Spada a squadre (dettagli)      | Francia Érik Boisse Fabrice Jeannet Jérôme Jeannet Hugues Obry | Ungheria Gábor Boczkó Géza Imre Iván Kovács Krisztián Kulcsár | Germania Jörg Fiedler Sven Schmid Daniel Strigel                               |
| Fioretto                        |                                                                |                                                               |                                                                                |
| Fioretto individuale (dettagli) | Brice Guyart                                                   | Salvatore Sanzo                                               | Andrea Cassarà                                                                 |
| Fioretto a squadre (dettagli)   | Italia Andrea Cassarà Salvatore Sanzo Simone Vanni             | Cina Dong Zhaozhi Wang Haibin Wu Hanxiong Ye Chong            | Russia Renal Ganeev Jurij Molčan Ruslan Nasibulin Vjačeslav Pozdnjakov         |
| Sciabola                        |                                                                |                                                               |                                                                                |
| Sciabola individuale (dettagli) | Aldo Montano                                                   | Zsolt Nemcsik                                                 | Vladyslav Tretjak                                                              |
| Sciabola a squadre (dettagli)   | Francia Julien Pillet Damien Touya Gaël Touya                  | Italia Aldo Montano Giampiero Pastore Luigi Tarantino         | Russia Sergej Šarikov Aleksej D'jačenko Stanislav Pozdnjakov Aleksej Jakimenko |

### Donne
| Evento                          | Oro                                                                     | Argento                                                | Bronzo                                                                      |
| Spada                           |                                                                         |                                                        |                                                                             |
| Spada individuale (dettagli)    | Tímea Nagy                                                              | Laura Flessel-Colovic                                  | Maureen Nisima                                                              |
| Spada a squadre (dettagli)      | Russia Karina Aznavurjan Tat'jana Logunova Anna Sivkova Oksana Ermakova | Germania Claudia Bokel Imke Duplitzer Britta Heidemann | Francia Sarah Daninthe Laura Flessel-Colovic Hajnalka Kiraly Maureen Nisima |
| Fioretto                        |                                                                         |                                                        |                                                                             |
| Fioretto individuale (dettagli) | Valentina Vezzali                                                       | Giovanna Trillini                                      | Sylwia Gruchała                                                             |
| Sciabola                        |                                                                         |                                                        |                                                                             |
| Sciabola individuale (dettagli) | Mariel Zagunis                                                          | Tan Xue                                                | Sada Jacobson                                                               |

## Medagliere
| Posizione | Paese       |    |    |    | Totale |
| --------- | ----------- | -- | -- | -- | ------ |
| 1         | Italia      | 3  | 3  | 1  | 7      |
| 2         | Francia     | 3  | 1  | 2  | 6      |
| 3         | Ungheria    | 1  | 2  | 0  | 3      |
| 4         | Russia      | 1  | 0  | 3  | 4      |
| 5         | Stati Uniti | 1  | 0  | 1  | 2      |
| 6         | Svizzera    | 1  | 0  | 0  | 1      |
| 7         | Cina        | 0  | 3  | 0  | 3      |
| 8         | Germania    | 0  | 1  | 1  | 2      |
| 9         | Ucraina     | 0  | 0  | 1  | 1      |
| 9         | Polonia     | 0  | 0  | 1  | 1      |
| Totale    | Totale      | 10 | 10 | 10 | 30     |